# 아드난 멘데레스
알리 아드난 에르테킨 멘데레스(Ali Adnan Ertekin Menderes, 1899년 ~ 1961년 9월 17일)은 튀르키예의 정치인이다. 오스만 제국의 아이딘주 출신으로, 1950년부터 1960년 사이에 이뤄진 민주적 선거를 통해 터키의 총리로 선출되었다. 독립 훈장을 받은 터키 정치인이었으며, 법률가이며 대토지를 소유한 사람이었다.
자유 공화당은 공화 민주당(CHP)와 민주당(DP)에서 정치를 하던 멘데레스가 5월 27일 일어난 쿠테타 이후 1961년 9월 17일 교수형으로 처형되었다. 터키 국회에서 1990년에 제정된 법에 의해 멘데레스와 그와 같이 사형된 자들에게 무죄가 선언되었다.